# Coppa di Danimarca 2010-2011 (pallavolo femminile)
La Coppa di Danimarca di pallavolo femminile 2010-2011 è stata la 35ª edizione della coppa nazionale di Danimarca e si è svolta dall'11 settembre 2010 al 23 gennaio 2011. Alla competizione hanno partecipato 13 squadre e la vittoria finale è andata per la settima volta, la seconda consecutiva, al Fortuna Odense.

## Squadre partecipanti
| - Aalborg - ASV Aarhus - Brøndby - Amager - BVC Esbjerg - Frederiksberg - Gentofte | - Holte - Københavns SV - Lyngby Volley - DHG Odense - Fortuna Odense - Vordingborg VK |

## Risultati

### Tabellone
|  | Quarti di finale | Quarti di finale | Quarti di finale |                |                | Semifinali     | Semifinali | Semifinali |  |  | Finale | Finale | Finale |  |
|  |                  |                  |                  |                |                |                |            |            |  |  |        |        |        |  |
|  | Gentofte         | Gentofte         | 1                |                |                |                |            |            |  |  |        |        |        |  |
|  | Gentofte         | Gentofte         | 1                |                |                |                |            |            |  |  |        |        |        |  |
|  | Brøndby          | Brøndby          | 3                |                |                |                |            |            |  |  |        |        |        |  |
|  | Brøndby          | Brøndby          | 3                |                | Fortuna Odense | Fortuna Odense | 3          |            |  |  |        |        |        |  |
|  |                  |                  |                  |                | Fortuna Odense | Fortuna Odense | 3          |            |  |  |        |        |        |  |
|  |                  |                  | Frederiksberg    | Frederiksberg  | 0              |                |            |            |  |  |        |        |        |  |
|  | Lyngby Volley    | Lyngby Volley    | Frederiksberg    | Frederiksberg  | 0              | 2              |            |            |  |  |        |        |        |  |
|  | Lyngby Volley    | Lyngby Volley    |                  |                |                |                |            |            |  |  |        |        |        |  |
|  | Frederiksberg    | Frederiksberg    | 3                |                |                |                |            |            |  |  |        |        |        |  |
|  | Frederiksberg    | Frederiksberg    | 3                |                | Holte          | Holte          | 2          |            |  |  |        |        |        |  |
|  |                  |                  |                  |                |                |                |            |            |  |  |        |        |        |  |
|  |                  |                  | Fortuna Odense   | Fortuna Odense | 3              |                |            |            |  |  |        |        |        |  |
|  | Vordingborg VK   | Vordingborg VK   | Fortuna Odense   | Fortuna Odense | 3              | 0              |            |            |  |  |        |        |        |  |
|  | Vordingborg VK   | Vordingborg VK   |                  |                |                |                |            |            |  |  |        |        |        |  |
|  | Holte            | Holte            | 3                |                |                |                |            |            |  |  |        |        |        |  |
|  | Holte            | Holte            | 3                |                | Holte          | Holte          | 3          |            |  |  |        |        |        |  |
|  |                  |                  |                  |                | Holte          | Holte          | 3          |            |  |  |        |        |        |  |
|  |                  |                  | Brøndby          | Brøndby        | 0              |                |            |            |  |  |        |        |        |  |
|  | ASV Aarhus       | ASV Aarhus       | Brøndby          | Brøndby        | 0              | 1              |            |            |  |  |        |        |        |  |
|  | ASV Aarhus       | ASV Aarhus       |                  |                |                |                |            |            |  |  |        |        |        |  |
|  | Fortuna Odense   | Fortuna Odense   | 3                |                |                |                |            |            |  |  |        |        |        |  |

### Calendario

#### Ottavi di finale
| 11 settembre 2010 - ore 16:00 Dalumhallen, Odense                 | DHV Odense     | 0 - 3 | Lyngby Volley        | 23-25, 22-25, 17-25        |
| 13 settembre 2010 - ore 20:30 Klostermarkshallen, Odense          | Fortuna Odense | 1 - 3 | ASV Århus            | 19-25, 23-25, 25-19, 12-25 |
| 16 settembre 2010 - ore 19:30 Sundbyhal 2, Copenaghen             | Amager VK      | 1 - 3 | Frederiksberg Volley | 23-25, 25-22, 25-13, 25-18 |
| 16 settembre 2010 - ore 20:00 Ådalskolen, Esbjerg                 | BVC Esbjerg    | 0 - 3 | Vordingborg VK       | 14-25, 17-25, 15-25        |
| 19 settembre 2010 - ore 14:00 Aalborg Stadionhal, Aalborg         | Aalborg HIK    | 1 - 3 | Brøndby VK           | 10-25, 26-24, 14-25, 9-25  |
| 21 settembre 2010 - ore 19:30 Hillerødgades Sportssal, Copenaghen | Københavns SV  | 0 - 3 | Gentofte Volley      | 16-25, 22-25, 11-25        |

#### Quarti di finale
| 27 ottobre 2010 - ore 18:30 Kildeskovshallen, Gentofte       | Gentofte Volley | 1 - 3 | Brøndby VK           | 15-25, 22-25, 28-26, 17-25     |
| 3 novembre 2010 - ore 19:00 Engelsborghallen, Lyngby         | Lyngby Volley   | 2 - 3 | Frederiksberg Volley | 25-16, 21-25,21-25,25-22,11-15 |
| 23 novembre 2010 - ore 20:00 Iselingehallen, Vordingborg     | Vordingborg VK  | 0 - 3 | Holte IF             | 22-25, 19-25, 17-25            |
| 1º dicembre 2010 - ore 20:00 Team Danmarkhallen Århus, Århus | ASV Århus       | 1 - 3 | Fortuna Odense       | 18-25, 29-27, 21-25, 16-25     |

#### Semifinali
| 18 dicembre 2010 - ore 14:00 Klostermarkshallen, Odense | Fortuna Odense | 3 - 0 | Frederiksberg Volley | 25-21, 25-19, 25-11 |
| 19 dicembre 2010 - ore 12:30 Ny Holtehal, Holte         | Holte IF       | 3 - 0 | Brøndby VK           | 25-17, 25-18, 27-25 |

#### Finale
| 23 gennaio 2011 - ore 13:30 Odense Idrætshal, Odense | Holte IF | 2 - 3 | Fortuna Odense | 25-17, 23-25, 26-24, 23-25, 15-17 |